# Nitrifizierer
Nitrifizierer, auch Nitrifikanten oder Salpeterbakterien genannt, sind gramnegative aerobe Bakterien, die hinter dem Prozess der Nitrifikation stehen und damit zu den wichtigsten Organismen im Stickstoffkreislauf gehören. Anhand ihres Stoffwechsel unterscheidet man Ammoniakoxidierer (Ammoniak-oxidierende Bakterien, AOB, auch Nitritbakterien), die Ammoniak zu Nitrit oxidieren, und Nitritoxidierer (NOB, auch Nitratbakterien), die Nitritionen zu Nitrat oxidieren. Dabei beginnt der Gattungsname von Ammoniakoxidierern stets mit „Nitroso-“, der von Nitritoxidierern mit „Nitro-“. Im Jahre 2015 wurde bei der Gattung Nitrospira auch die komplette Oxidation von Ammoniak zu Nitrat entdeckt. Diese Bakterien katalysieren beide Nitrifikationsschritte und werden daher als complete ammonia oxidizers oder Comammox-Bakterien bezeichnet.
Die Entdeckung der Archaeen-Gattung Nitrososphaera und ihrer Fähigkeit zur Ammoniak-Oxidation machte um 2014 klar, dass nicht nur Bakterien (AOB), sondern auch einige Archaeen (AOA) zur Ammoniak-Oxidation fähig sind. Die obigen Namenskonventionen für AOB wurden hier für die AOA übernommen.

## Gattungen

### Ammoniakoxidierer
- Nitrosomonas (Betaproteobacteria)
- Nitrosococcus (Gammaproteobacteria)
- Nitrosospira (Betaproteobacteria)

### Nitritoxidierer
- Nitrobacter (Alphaproteobacteria)
- Nitrolancetus (Thermomicrobia)[4]
- Nitrospina (Deltaproteobacteria)
- Nitrococcus (Gammaproteobacteria)

## Nachweis
Neben der Kultivierung der Bakterien, die sehr lange dauert, haben sich Fluoreszenz-in-situ-Hybridisierung (FISH) mittels einer gezielten rRNA-Suche für den Nachweis von Nitrifizierern in Proben aus Kläranlagen bewährt und die Suche nach funktionellen Genen anhand von Functional Gene Arrays (FGA), also einer spezifischen Variante des DNA-Microarrays, bei Boden- und Sedimentproben. FISH ist für Boden- oder Sedimentproben aufgrund der hohen Autofluoreszenz und des geringeren Ribosomengehalts schwer einsetzbar.
Als Marker für Functional Gene Arrays dient bei Ammoniakoxidierern amoA, eines der drei codierenden Gene für das Protein Ammoniak-Monooxygenase (AMO). Rotthauwe et al. nennen als Vorteile des Nachweises mittels amoA, dass es große Spezifität und die feinskalige Unterscheidung auch nahe verwandter Populationen erlaubt sowie dass mit amoA kein phylogenetisches, sondern ein funktionelles Merkmal untersucht wird.

## Technische Bedeutung
In der Klärtechnik sind nitrifizierende Organismen von zentraler Bedeutung. Der zum Beispiel in kommunalen Abwässern gelöste Ammoniak ist ein Fischgift. Außerdem ist der Zwischenschritt zum Nitrit bzw. Nitrat nötig, um den im Wasser gelösten ionischen Stickstoff durch Denitrifikanten zu beseitigen und so der Eutrophierung der Gewässer vorzubeugen.